# 원치
원치(중국어: 文淇;, 병음: Wénqí, 2003년 8월 10일 ~ )는 중화민국의 배우이다. 2017년 영화 《대담하거나, 타락하거나, 아름다운》을 통해 금마장 여우조연상을 수상했다. 동시에, 영화 《천사는 흰 옷을 입는다》를 통해서는 금마장 여우주연상 후보에 오르면서 시상식 사상 역대 최연소 여우주연상 후보자가 되었다.
2019년 CCTV 선정 "포스트 95년 사소화단"(95后四小花旦) 중 한 명으로 선정되었다.